# Спикул (футбольный клуб, Кишкэрень)
Спикул Кишкэрень (рум. Spicul Chișcăreni) — молдавский футбольный клуб из села Кишкарены.
В сезоне 2015/16 выиграл чемпионат Дивизии А, получив право выступать в Национальной Дивизии, но не прошёл лицензирование, после чего президент клуба Ион Чойна заявил о снятии команды с чемпионата. Позднее решение о снятии было изменено, и в новом сезоне клуб продолжил выступать в Дивизии А. В сезоне 2016/17 занял третье место и получил право на повышение в классе. В осеннем сезоне 2017 года выступал в высшем дивизионе, где занял последнее место и по окончании сезона прекратил существование.

## Статистика выступлений
| Сезон   | Дивизион             | Место | И  | В  | Н | П  | ГЗ | ГП | О  | Кубок Молдовы |
| ------- | -------------------- | ----- | -- | -- | - | -- | -- | -- | -- | ------------- |
| 2014/15 | Дивизия Б            | 1     | 22 | 21 | 1 | 0  | 98 | 18 | 64 | 1/16          |
| 2015/16 | Дивизия А            | 1     | 26 | 22 | 2 | 2  | 85 | 19 | 68 | 1/8           |
| 2016/17 | Дивизия А            | 3↑    | 26 | 21 | 3 | 4  | 62 | 22 | 66 | 1/8           |
| 2017    | Национальная дивизия | 10↓   | 18 | 3  | 5 | 10 | 14 | 35 | 14 | 1/8           |

## Тренеры
- Константин «Кристи» Арбэнаш (2014—?)
- Алексей Савинов (2 августа 2016—2017)